# 신주쿠 골든가이

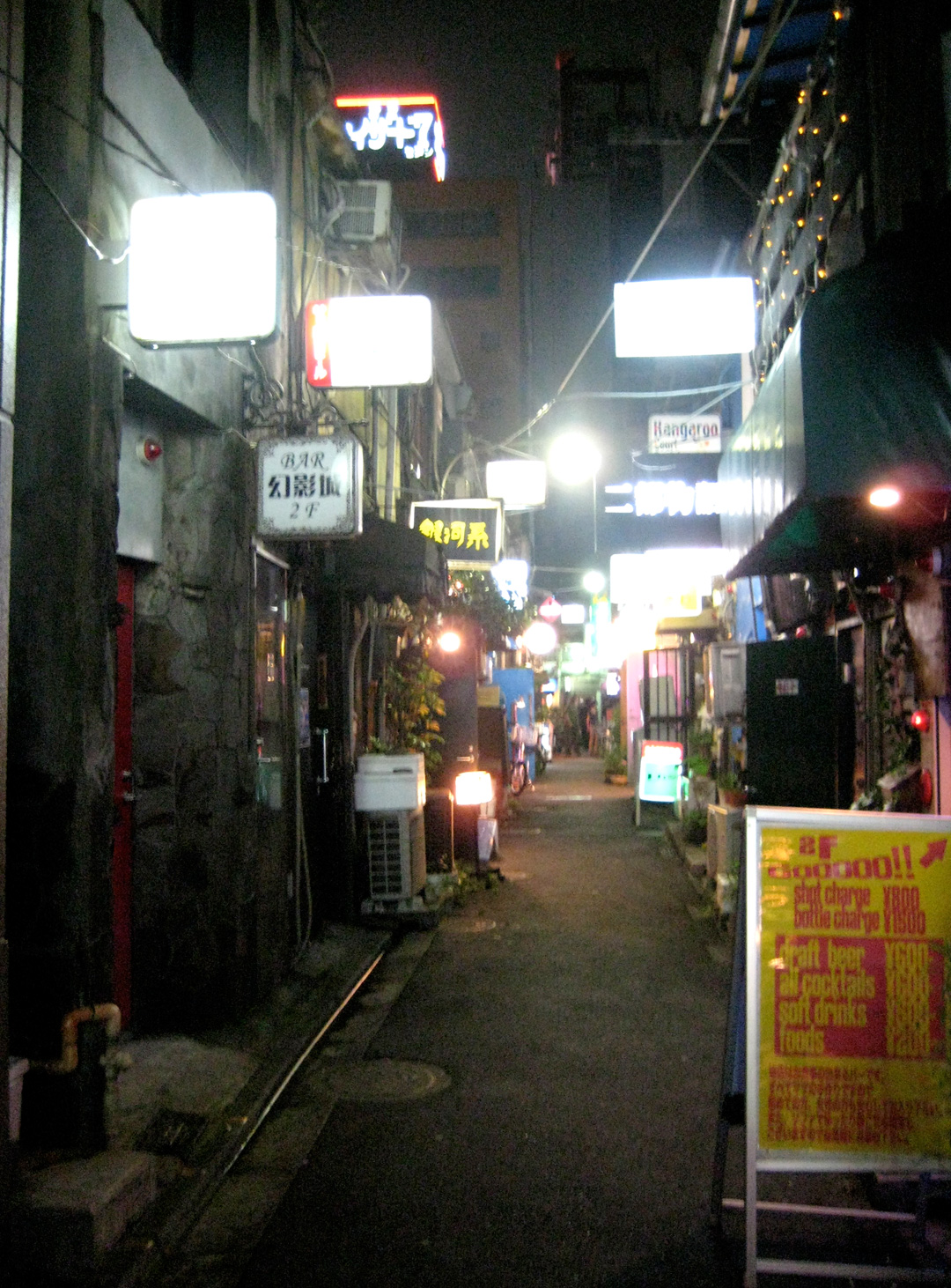
신주쿠 골든가이

신주쿠 골든가이는 일본 도쿄도 신주쿠 구청과 히나조노신사 사이에 있는 좁을 골목으로, 1950년대의 모습을 그대로 재현한 술집 200여 개가 밀집해 있다. 1950년대만 해도 매춘이 행해지던 사창가였으나 1958년 매춘방지법 시행을 계기로 술집 골목으로 변신했다.